# Silent Revolution
Silent Revolution – piąty singel heavymetalowego zespołu Grave Digger. Wydany w 2006 roku przez Locomotive.

## Lista utworów
1. Silent Revolution (Radio Edit) - 3:59
2. Highland Tears - 6:14

## Twórcy
- Chris Boltendahl - śpiew
- Manni Schmidt - gitara
- Jens Becker - gitara basowa
- Stefan Arnold - perkusja
- Hans Peter Katzenburg - instrumenty klawiszowe